# Адад-шум-іддін
Адад-шум-іддін (Адад-шума-іддіна) (д/н — 1219 до н. е.) — цар Вавилону близько 1224—1219/1217 років до н. е. Ім'я перекладається як «Адад надал ім'я».

## Життєпис
Походив з III Вавилонської (Каситської) династії. Ймовірно, посів трон завдяки підтримці ассирійського царя Тукульті-Нінурти I. Втім згодом вправною дипломатією зумів домогтися до себе майже рівного ставлення Ассирії. Мав повну підтримку в середині держави, про що свідчать численні судові процеси, знайдені в текстах-клінописах.
Згідно хроніці P в його правління відбулося вторгнення Кітен-Хутрана, царя Еламу, який захопив місто Ісін і перетнув Тигр, спустошивши місто Марад, захопивши південний Шумер.
Руйнівні дії еламітів суттєво похитнули авторитет вавилонського царя та завдали удару господарствам південного Міжріччя. Близько 1219 року до н. е. Адад-шум-іддін був повалений внаслідок повстання вавилонян і замінений сином Каштіліаша IV — Адад-шум-уцуром.